# Glacera de Freydane
La glacera de Freydane és l'única glacera esquerdada del massís de Belledonne, al sud del municipi de Sainte-Agnès, al departament d'Isèra (França). Situat a sobre del llac Blanc (2.161 m) i a un nivell inferior dels Tres Pics de Belledonne, es pot travessar per arribar a la Creu de Belledonne (2.926 m) passant pel coll de Freydane (2.645 m).
Com la majoria de les glaceres del massís de Belledonne, la glacera de Freydane és de petita mida i pràcticament desproveïda de transport.